# 티머시 케리

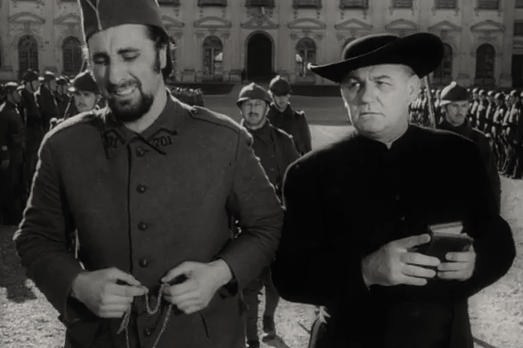

티머시 케리(영어: Timothy Carey, 1929년 3월 11일 ~ 1994년 5월 11일)는 미국의 배우이다.
뉴욕에서 태어났으며 로스앤젤레스에서 사망하였다. 사인은 뇌졸중이다.

## 출연 작품
- 에코 파크 (1986년)
- DC 택시 (1983년)
- 패스트-워킹 (1982년)
- 에덴의 동쪽 (1981년)
- 차이니즈 부키의 죽음 (1976년)
- 미녀 삼총사 - TV 시리즈 (1976년)
- 피퍼 (1975년)
- 아웃핏 (1974년)
- 컨버세이션 (1974년)
- 너의 토끼를 알게 되다 (1972년)
- 별난 인연 (1971년)
- 체인지 오브 해빗 (1969년)
- 헤드 (1968년)
- 살인을 위한 시간 (1967년)
- 비치 브랭켓 빙고 (1965년)
- 리오 콘초스 (1964년)
- 해변 파티 3 - 비키니 비치 (1964년)
- 애꾸눈 잭 (1961년)
- 영광의 길 (1957년)
- 최후의 포장마차 (1956년)
- 프란시스 인 더 헌티드 하우스 (1956년)
- 킬링 (1956년)
- 딜론 보안관 (1955년)
- 프란시스 인 더 네이비 (1955년)
- 크라이 투마로우 (1955년)
- 에덴의 동쪽 (1955년)
- 화이트 윗치 닥터 (1953년)
- 와일드 원 (1953년)
- 야망의 브로드웨이 (1952년)
- 비장의 술수 (1951년)

### 텔레비전
- 날으는 슈퍼맨 위대한 영웅 (1981-82)